# Meliata
Meliata – wieś (obec) na Słowacji położona w kraju koszyckim, w powiecie Rożniawa. Pierwsze wzmianki o miejscowości pochodzą z roku 1243. 
Według danych z dnia 31 grudnia 2012, wieś zamieszkiwało 207 osób, w tym 111 kobiet i 96 mężczyzn.
W 2001 roku rozkład populacji względem narodowości i przynależności etnicznej wyglądał następująco:
- Słowacy – 19,33%
- Czesi – 0,42%
- Romowie – 2,52%
- Węgrzy – 74,37%

Ze względu na wyznawaną religię struktura mieszkańców kształtowała się w 2001 roku następująco:
- Katolicy rzymscy – 42,02%
- Grekokatolicy – 0,42%
- Ewangelicy – 20,17%
- Ateiści – 15,97%
- Nie podano – 3,78%